# Holasteron spinosum
Holasteron spinosum är en spindelart som beskrevs av Baehr 2004. Holasteron spinosum ingår i släktet Holasteron och familjen Zodariidae. Inga underarter finns listade i Catalogue of Life.